# HRT 1
HRT 1, полное название Hrvatska radio televizija 1 (хорв. Хорватское радио телевидение 1), также известный как Prvi program (с хорв. — «Первая программа») — хорватский общественный информационно-развлекательный телеканал. Входит в HRT.

## История
Вещает с 1956 года.

## Современная сетка программ

### Выпуски новостей
- Dnevnik — главный выпуск новостей в 19:30
- Vijesti — краткий выпуск новостей в 10:00, 12:00, 14:00, 17:00, 23:00
- Dossier.Hr — журнал новостей

### Телесериалы
- Sve će biti dobro (Всё будет хорошо)
- Dolina sunca (Долина солнца)
- Ponos Ratkajevih (Горость Раткаевых)
- Obični ljudi (Обычные люди)
- Ljubav u zaleđu (Любовь за гранью)
- Villa Maria

### Развлекательные программы
- Najslabija karika
- Ples sa zvijezdama
- Zvijezde pjevaju
- TV Bingo
- U istom loncu
- Friday night

### Телесериалы
- Доктор Хаус
- Секретные материалы
- Скорая помощь
- Запах дождя Балкан

### Документальные передачи и ток-шоу
- Nedjeljom u 2
- Latinica — по понедельникам
- Res Publica
- New Talk Show
- Otvoreno — по четвергам
- Lica nacije — по вторникам
- The Oprah Winfrey Show'
- The Dr. Oz Show
- Hrvatski kraljevi

### Комедийные сериалы и программы
- Mućke
- Stipe u gostima
- Odmori se zaslužio si
- Naši i vaši

### Теленовеллы
- Nasljednica s Vendavala